# York House

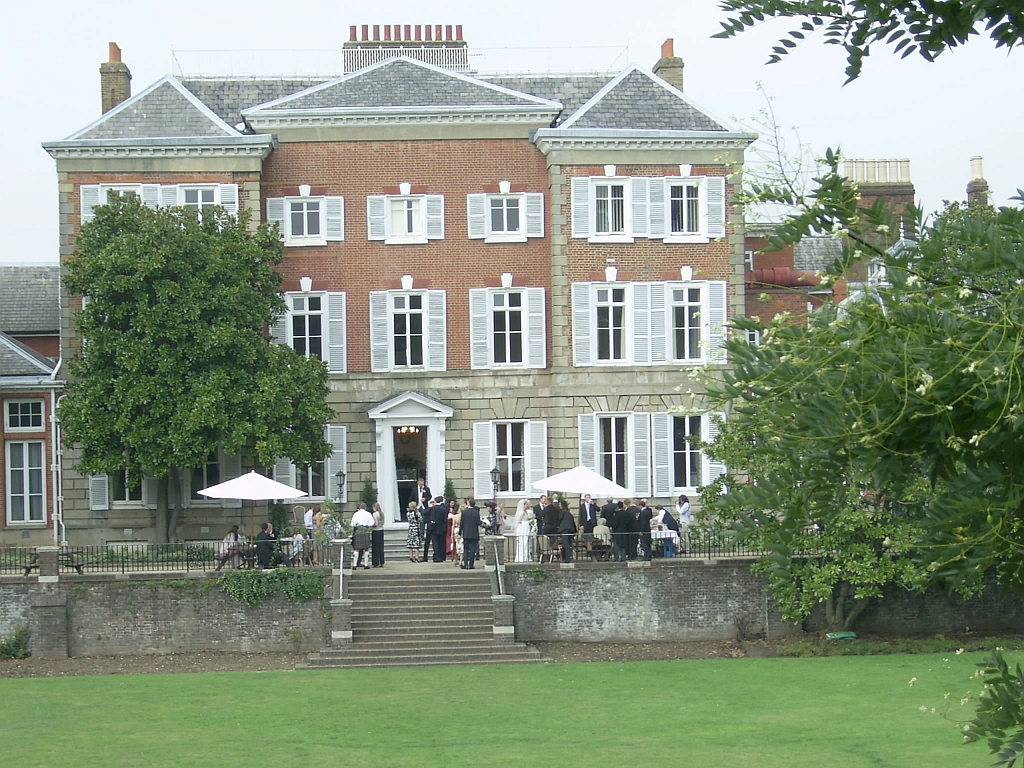
York House (vue arrière de la pelouse)

York House est une demeure seigneuriale historique située à Twickenham, à Londres. Elle sert actuellement d'hôtel de ville du borough londonien de Richmond upon Thames. Elle est située sur Richmond Road, près du centre de Twickenham, près de l'église St Mary.

## Histoire
Contrairement à plusieurs autres bâtiments britanniques également appelés York House, le bâtiment de Twickenham n'a pas pris son nom d'une résidence d'un duc d'York. La partie centrale de York House date des années 1630 et tire son nom de la famille Yorke, propriétaire des terres agricoles de la région. Il a été construit pour Andrew Pitcarne, un courtisan du roi Charles Ier. À la mort de Pitcarne en 1640, la maison fut vendue à Edward Montagu, 2e comte de Manchester en 1656, puis revendue en 1661 pour 3 500 £ à Henry Hyde, le fils d'Edward Hyde, 1er comte de Clarendon, le Lord chancelier.
Il est ensuite passé par plusieurs propriétaires, dont (à la fin du XVIIIe siècle) le comte Ludwig von Starhemberg (1762-1833), ambassadeur d'Autriche à Londres . En 1817, la maison a été vendue à Mme Anne Seymour Damer (1748-1828), sculptrice et amie proche de Horace Walpole, après quoi la maison est passée au linguiste Sir Alexander Johnston (1775-1849), un ancien juge en chef de Ceylan, fondateur de la Royal Asiatic Society et conseiller privé. Les membres de la famille Johnston ont continué à vivre dans la maison jusqu'en 1863. 

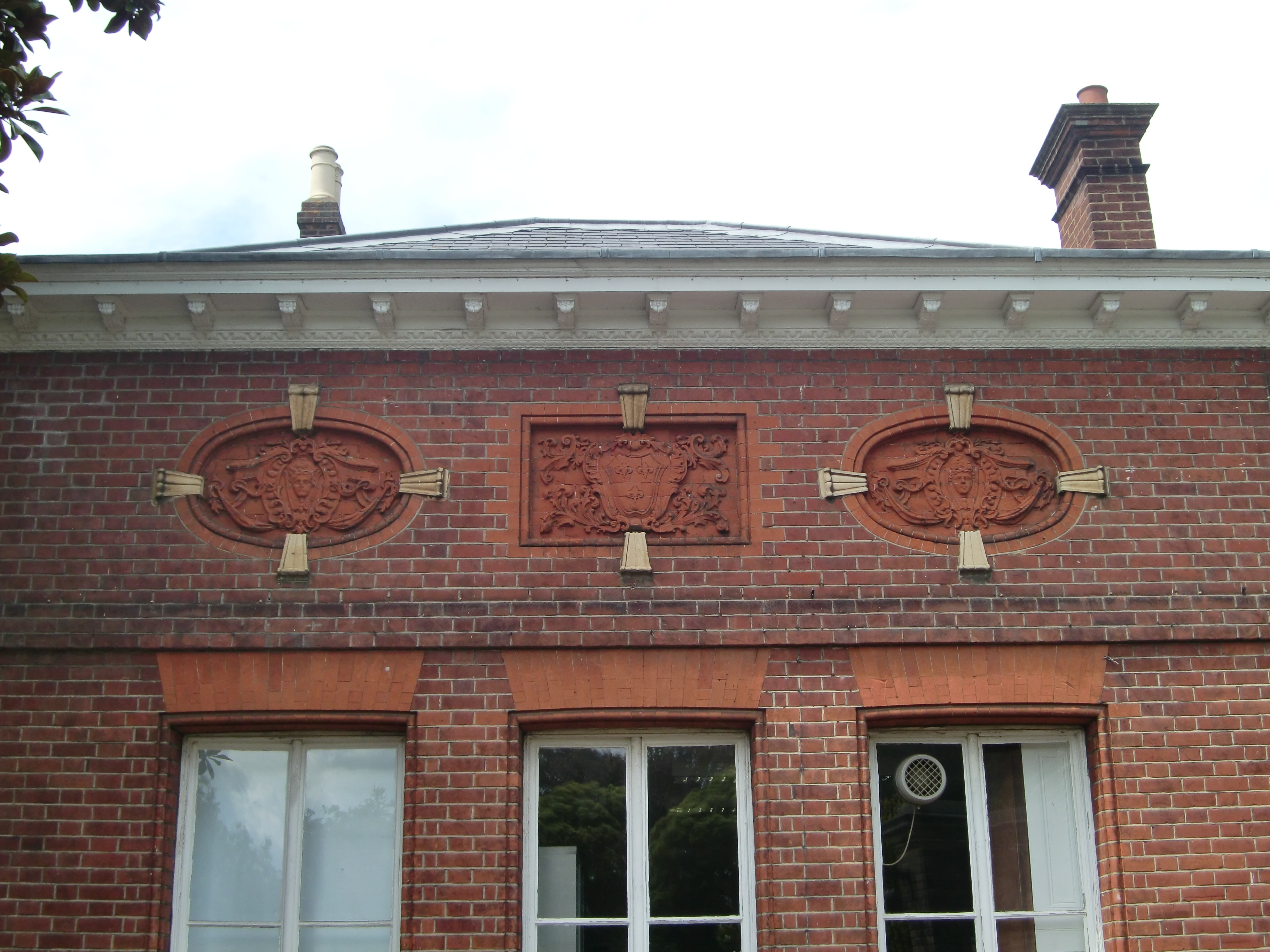
Fleur de lis détail sur loggia marque une extension faite par le prétendant orléaniste.

En 1864, la propriété fut acquise par deux administrateurs de la Banque Coutts pour le compte du prétendant d'Orléans, Philippe, comte de Paris. Trois de ses quatre enfants sont nés à York House. Lui et sa famille sont retournés en France après la défaite et la chute de Napoléon III à la suite de la guerre franco-prussienne de 1869-1871.
La maison est ensuite restée vide jusqu'en 1876, date à laquelle elle a été achetée par Sir Mountstuart Elphinstone Grant Duff (1829–1906), député écossais, ministre adjoint du premier gouvernement de Gladstone, et de 1881 à 1887 gouverneur de Madras. Un invité notable, Laurence Oliphant, est décédé à York House le 23 décembre 1888.
Le lien avec les orléanistes a été renouvelé pour une décennie de 1896 à 1906 lorsque le prétendant orléaniste de l'époque , Philippe duc d'Orléans, a racheté la maison dans laquelle il était né.

### Sir Ratan Tata
Le dernier propriétaire privé était Sir Ratan Tata (1871–1918), un Parsis et grand industriel en Inde. Après avoir acquis la maison en 1906, il a fait en sorte que la partie riveraine des jardins soit largement mise en pelouse comme un jardin à l'italienne; elle servait pour les garden-parties et pour montrer un ensemble de statues qu'il avait achetées. Donateur généreux à des œuvres de bienfaisance, il se divertit largement jusqu'en 1914, année de son retour en Inde. En 1917, sur le chemin du retour en Angleterre, son navire coula en Méditerranée. Désormais malade, il survécut, mais est décédé en 1918. Sa veuve décida de vendre la maison et son contenu en 1923.

### Conseil de Twickenham

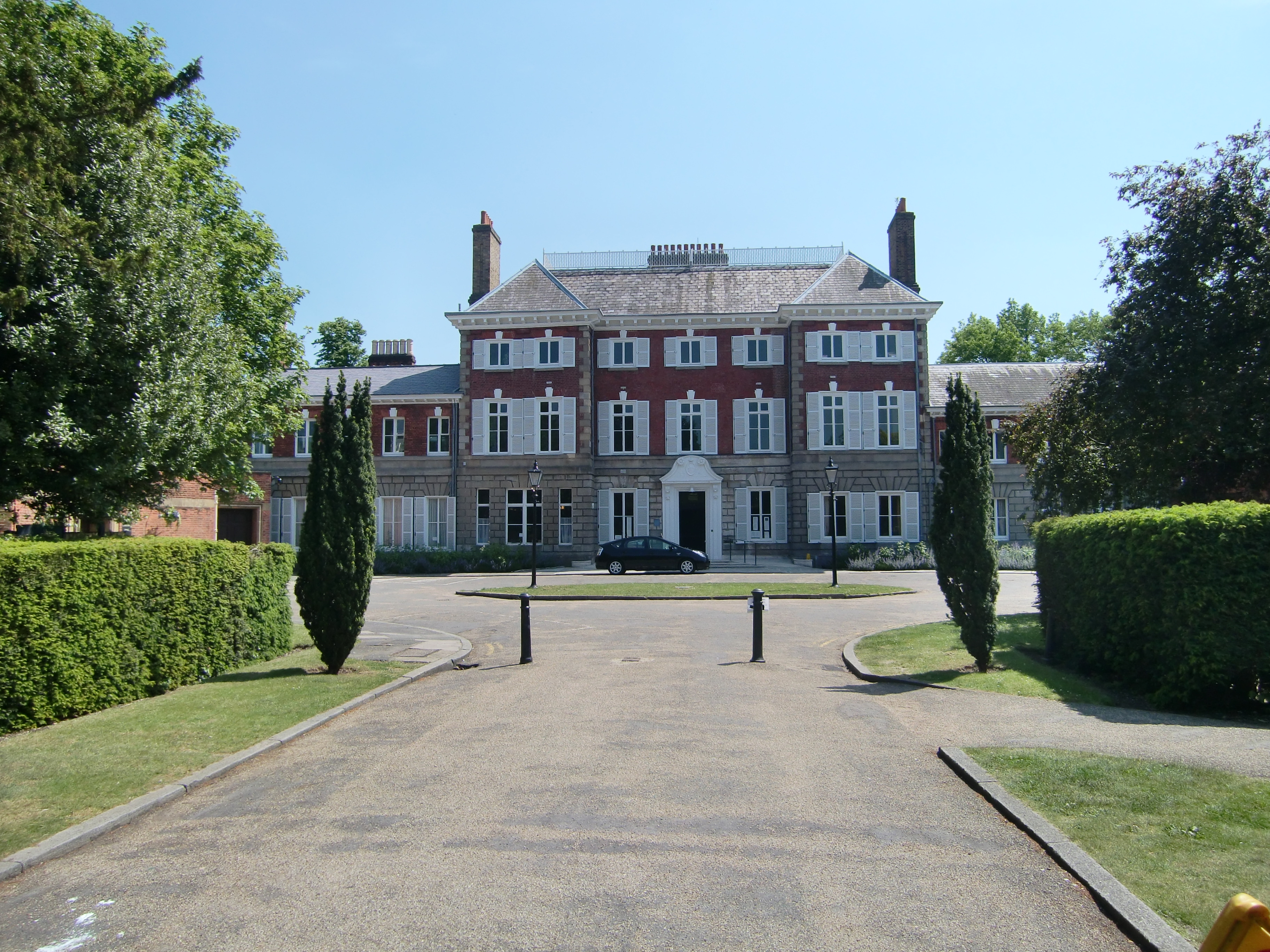
Façade de York House

York House a été acquise en 1924 par le conseil de district urbain de Twickenham et, après d'importantes modifications, elle est devenue le bureau du conseil. La nouvelle salle du conseil a été officiellement ouverte par le duc d'York (futur roi George VI) en 1926, la même année que le district urbain est devenu un arrondissement municipal.
York House est devenu un bâtiment classé Grade II * depuis 1952.
Depuis 1965, York House abrite les bureaux municipaux du Richmond upon Thames London Borough Council. En 1990, la plupart du personnel du conseil avait été transféré dans un nouveau centre civique à côté, permettant d'importants travaux de restauration et de rénovation à York House.
York House fournit le décor des scènes du sanatorium dans le film Alfie avec Michael Caine.

## Les jardins

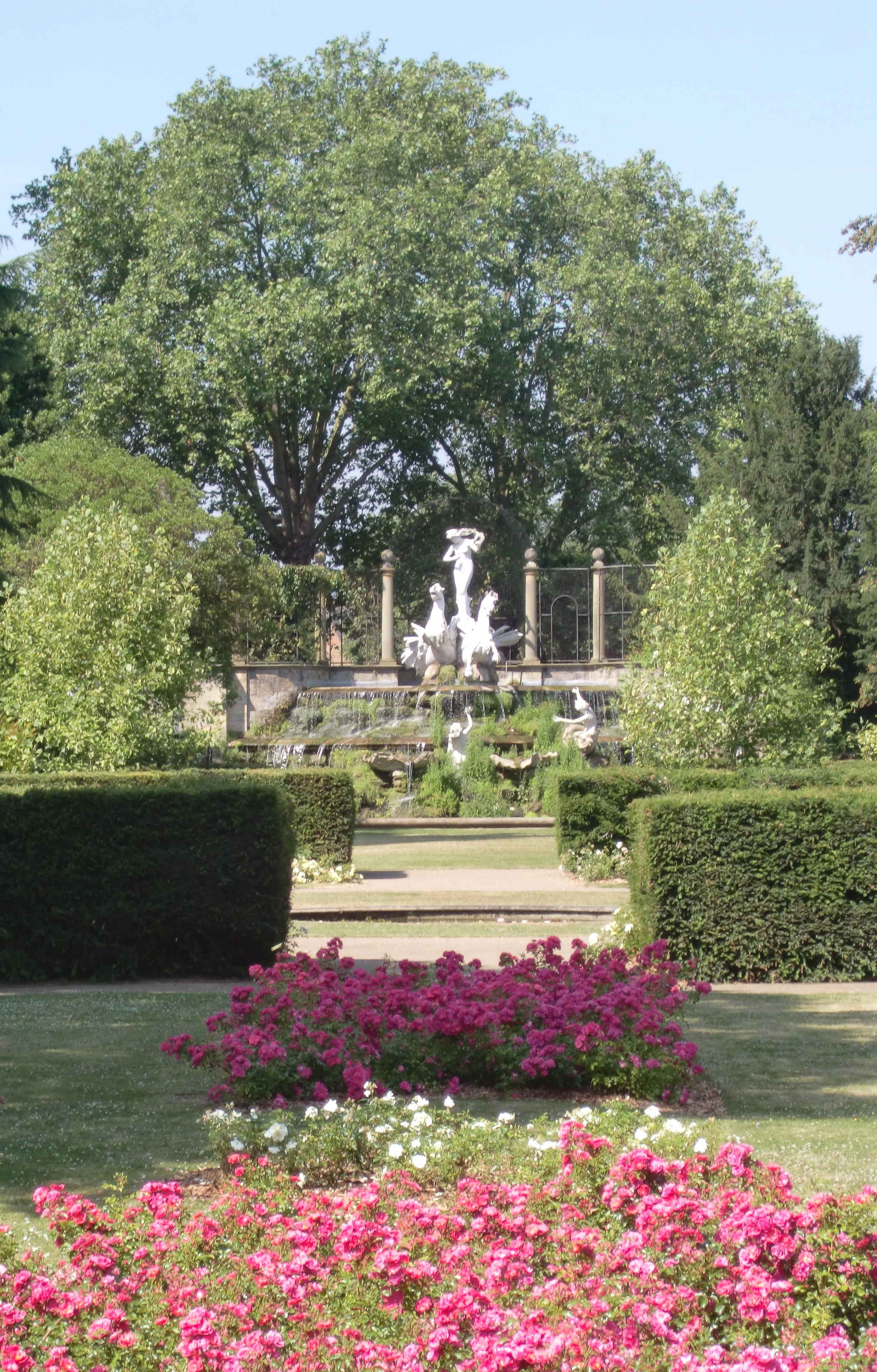
Les Naked Ladies dominent les pelouses au bord de la rivière.

Les jardins de devant sont en grande partie un parking public et des courts de tennis. Les jardins arrière sont coupés en deux par une route publique, mais courent vers la Tamise et sont ouverts au public, avec la pelouse parfois utilisée pour le théâtre en plein air en été. Une passerelle en pierre relie les deux moitiés des jardins.
York House est un lieu populaire pour les mariages et autres festivités, ayant également une restauration sur place et un bar disponible à la location.